# Pikelot
Pikelot (auch La Coquille) ist eine kleine unbewohnte Insel in den Föderierten Staaten von Mikronesien und die östlichste Insel des mikronesischen Bundesstaats Yap.

## Geographie
Pikelot ist eine flache Koralleninsel von ovaler Form und dicht bewaldet. Die Insel liegt etwa 100 km nordöstlich von Satawal, der östlichsten bewohnten yapesischen Insel. Das nächste östliche bewohnte Landgebiet befindet sich auf der rund 220 km entfernten Atollinsel Ulul, die politisch zum Nachbar-Bundesstaat Chuuk zählt.

## Verwaltung
Pikelot gehörte einst zu Lamotrek und später zu Puluwat (im heutigen Bundesstaat Chuuk). Aktuell wird die Insel von der Gemeinde Satawal beansprucht, zu der auch die ebenfalls unbewohnte Insel West Fayu gehört.

## Trivia
Die unbedeutende Insel schaffte es 2020 durch den Schiffbruch einer Yacht in die internationalen Nachrichten. Drei Männer waren auf Pikelot gestrandet und hatten mehrere Tage dort zugebracht, ehe ihr auf den Strand gemalter Schriftzug SOS von einer Luftpatrouille gesehen wurde. Im Jahr 2024 strandeten erneut drei Schiffbrüchige auf der Insel, nachdem bei einem Angelausflug der Motor ihres Bootes versagt hatte. Sie wurden nach über einer Woche entdeckt, weil sie mit Palmwedeln das Wort Help (dt. Hilfe) am Strand ausgelegt hatten.